# Alfred Fernández
Alfred Fernández (* 8. September 1915 in Hyderabad, Britisch-Indien; † 27. Januar 1983) war ein indischer Geistlicher und römisch-katholischer Bischof von Allahabad.

## Leben
Alfred Fernández empfing am 20. Dezember 1942 das Sakrament der Priesterweihe für das Bistum Hyderabad. 1958 wurde er Direktor der St. Patrick’s School in Secunderabad. Später war Fernández als Pfarrer der St. Joseph’s Cathedral in Hyderabad und als Generalvikar des Erzbistums Hyderabad tätig.
Am 13. April 1967 ernannte ihn Papst Paul VI. zum Bischof von Simla und Chandigarh. Der Erzbischof von Melbourne, James Robert Knox, spendete ihm am 29. Juni desselben Jahres auf dem Sportplatz der All Saints High School in Hyderabad die Bischofsweihe; Mitkonsekratoren waren der Erzbischof von Hyderabad, Joseph Mark Gopu, und der Bischof von Warangal, Alfonso Beretta PIME.
Paul VI. bestellte ihn am 25. Juni 1970 zum Bischof von Allahabad. Am 15. Dezember 1975 nahm Paul VI. das von Alfred Fernández vorgebrachte Rücktrittsgesuch an.